# سینما قدس (تایباد)
سینما قدس تایباد یک سینما در شهر تایباد، ایران است.این سینما در بلوار شریعتی، روبروی فرمانداری - ایستگاه اتوبوس مخابرات قرار دارد.
این سینما پس از نوسازی در سال ۱۳۹۶ بازگشایی شده‌است. این سینما پس از انقلاب گشایش یافت و از سال ۱۳۹۲ وارد پروسه بازسازی شد. این سینما پس از آن در اصل اوایل سال ۱۳۹۷ مجددا بازگشایی گردید.